# Nauclea gilletii
Nauclea gilletii är en måreväxtart som först beskrevs av De Wild., och fick sitt nu gällande namn av Elmer Drew Merrill. Nauclea gilletii ingår i släktet Nauclea och familjen måreväxter. Inga underarter finns listade i Catalogue of Life.